# Ernest Gellé
Ernest Gellé est un homme politique français né le 25 octobre 1845 et mort le 23 mai 1909 à Paris.

## Biographie
Notaire, il préside la chambre des notaires d'Abbeville. Ayant vendu sa charge, il est élu conseiller municipal de Saint-Valery-sur-Somme en 1884 puis adjoint au maire en 1886. Cette même année, il se présente une première fois comme candidat républicain modéré aux élections cantonales dans le canton de Saint-Valery-sur-Somme face au conseiller conservateur Louis Briet de Rainvilliers qui remporte l'élection.
Élu d'opposition dans sa commune à partir de 1888, il est élu conseiller d'arrondissement en 1890 puis conseiller général en 1892. Il est finalement élu député de la Somme de 1895 à 1909, inscrit au groupe des Républicains de gouvernement puis des Républicains progressistes.

## Détail des fonctions et des mandats
Mandats parlementaires
- 1895 - 1909 : Député de la 2e circonscription d'Abbeville

Mandats locaux
- 1884 - 1909 : Conseiller municipal de Saint-Valery-sur-Somme
  - 1886 - 1888 : Adjoint au maire de Saint-Valery-sur-Somme
- 1890 - 1892 : Conseiller d'arrondissement du canton de Saint-Valery-sur-Somme
- 1892 - 1909 : Conseiller général du canton de Saint-Valery-sur-Somme